# Oh Ha-young
Đây là một tên người Triều Tiên, họ là Oh.
Oh Ha-young (Hangul: 오하영, Hanja: 吳夏榮, Hán-Việt: Ngô Hà Anh, sinh ngày 19 tháng 7 năm 1996), là một nữ ca sĩ thần tượng, nhạc sĩ người Hàn Quốc. Cô là thành viên trẻ tuổi nhất của nhóm nhạc nữ Hàn Quốc Apink do công ty IST Entertainment thành lập và quản lý.

## Tiểu sử
Oh Ha Young được sinh tại Seoul, Hàn Quốc. Cô cũng tập luyện Taekwondo và sở hữu đai đen tam đẳng trong môn võ này. Cô đã tốt nghiệp trường Biểu diễn nghệ thuật Seoul. Cô chưa học tiếp lên đại học để tập trung cho việc hoạt động cùng nhóm nhạc thần tượng Apink.

## Sự nghiệp

### Trước khi ra mắt
Cô là thực tập sinh của A Cube Entertainment (Hiện tại là IST Entertainment) từ năm lớp 7 trung học, sau đó cô chính thức được ra mắt với tư cách là thành viên của nhóm nhạc A Pink, trở thành thành viên trẻ tuổi nhất của nhóm.

### Thành viên Apink
Oh Ha Young là giọng ca và là thành viên trẻ tuổi nhất của nhóm nhạc nữ Hàn Quốc, A Pink.

### Diễn xuất
Năm 2013, Oh Ha Young đóng vai nữ chính trong video ca nhạc "1440" của ca sĩ Huh Gak. Cô còn đóng vai nữ chính cùng với CNU của nhóm nhạc B1A4 trong single đầu tay "Frozen" của Shin Bora.
Ngày 30 tháng 7 năm 2014, Cô đã kết hợp cùng Jiggy Dogg trong bài hát "The Best Thing I Did", ca khúc chủ đề cho mini-album thứ ba của Jiggy Dogg. Cô cũng xuất hiện trong một vài tập của các chương trình tạp kĩ Weekly Idol như một MC cùng với thành viên ban nhạc Yoon Bo Mi

### Viết bài hát
Thành viên trẻ tuổi này cũng đã viết tổng cộng 3 bài hát và lấy tên với danh nghĩa của cô.

### Sự nghiệp âm nhạc
Sự nghiệp âm nhạc của Oh Ha Young gắn liền với Sự nghiệp âm nhạc của A Pink và được tìm thấy trong sự nghiệp A Pink.
Tháng 8 2019 cô debut solo với Mini Album OH! cùng ca khúc chủ đề Don't Make Me Laugh

## Chương trình truyền hình
| Năm       | Tiêu đề                                               | Mạng        | Vai                     | Ghi chú                                                              |
| --------- | ----------------------------------------------------- | ----------- | ----------------------- | -------------------------------------------------------------------- |
| 2011      | A Pink News (Season 1)                                | TrendE      |                         | Show thực tế với A Pink, 12 tập                                      |
| 2011      | Challenge 1000 Song                                   | SBS         |                         | Khách mời với Eunji, Namjoo, Naeun, Bomi                             |
| 2011      | Chuseok Idol Athletic Championship                    | MBC         |                         | Đội hồng                                                             |
| 2011-2012 | A Pink News (Season 2)                                | TrendE      |                         | Show thực tế với A Pink, 12 tập                                      |
| 2011-2012 | Birth Of Family (Season 1)                            | KBS         |                         | Show thực tế với A Pink & Infinite                                   |
| 2012      | Weekly Idol                                           | MBC Every 1 | Khách mời với Apink     | Tập 25, 44                                                           |
| 2012      | A Pink News (Season 3)                                | TrendE      |                         | Show thực tế với A Pink, 13 tập                                      |
| 2013      | Idol Sports Championship                              | MBC         |                         | Đội hồng                                                             |
| 2013      | Weekly Idol                                           | MBC Every 1 | Khách mời với Apink     | Tập 104                                                              |
| 2013      | 2 Days 1 Night                                        | KBS         | Khách mời với Apink     | Tập 82                                                               |
| 2013      | Real Man                                              | MBC         |                         |                                                                      |
| 2013      | Star King                                             | SBS         |                         | Khách mời với Eunji & Bomi                                           |
| 2013      | 2013 Idol Star Athletics Championship                 | MBC         |                         | Đội D với BtoB, BEAST, MBLAQ, B.A.P & Secret                         |
| 2014      | Weekly Idol                                           | MBC Every 1 | Khách mời với Apink     | Tập 142, 175                                                         |
| 2014      | Oh! My Baby                                           | SBS         | Với Bomi, Eunji, Namjoo |                                                                      |
| 2014      | Apink's Showtime                                      | MBC Every 1 |                         | Show thực tế với Apink, 8 tập                                        |
| 2014      | Human Condition                                       | KBS2        | Khách mời với Apink     |                                                                      |
| 2014      | Running Man                                           | SBS         | Khách mời với Apink     | Tập 197                                                              |
| 2014      | Oven Radio                                            | 1theK       |                         | Với Apink                                                            |
| 2014      | Beatles Code                                          | Mnet        | Khách mời               | Với Chorong, Naeun, Namjoo                                           |
| 2014      | After School Club                                     | Arirang     |                         | Khách mời với Apink, Tập 57, 127                                     |
| 2014      | Hello Counselor                                       | KBS         |                         | Khách mời với Bomi, Naeun, Namjoo                                    |
| 2014      | Idol Star Athletics Championship                      | MBC         |                         | Đội A với Apink                                                      |
| 2015      | Real Men                                              | MBC         |                         | Khách mời với Apink                                                  |
| 2015      | Weekly Idol                                           | MBC Every 1 |                         | Khách mời với Apink, tập 192, 193, 208                               |
| 2015      | Idol Star Athletics Championship (Dịp Chuseok)        | MBC         |                         | Chung đội với 4Minute, BEAST, Noh Jihoon, BTOB, CLC, Yuto            |
| 2015      | Hello Counselor                                       | KBS         |                         | Khách mời với Eunji                                                  |
| 2015      | 2 Days 1 Night                                        | KBS         |                         | Khách mời với Apink, Tập 550, 552                                    |
| 2016      | Idol Star Athletics Championship (Dịp tết nguyên đán) | MBC         |                         | Chung đội với 4Minute, BEAST, Noh Jihoon, BTOB. CLC (Áo xanh lá cây) |
| 2016      | Law Of The Jungle                                     | SBS         |                         | Khách mời                                                            |
| 2016      | Apink extreme adventure                               | V-live      |                         | Show thực tế với Apink                                               |
| 2016      | Weekly Idol                                           | MBC Every 1 |                         | Khách mời với Apink, Tập 271                                         |
| 2016      | Idol Star Athletics Championship (Dịp Chuseok)        | MBC         |                         | Với Bomi và Namjoo (Áo đen)                                          |
| 2016      | Trip Or Trap                                          | SBS         |                         | Với Eunji                                                            |
| 2017      | Scene Tealer                                          | SBS         |                         | Với EunJi                                                            |
| 2017      | Running Man                                           | SBS         |                         | với Naeun Tập 489                                                    |
| 2017      | JYP's Party People                                    | SBS         | Khách mời với Apink     |                                                                      |
| 2017      | Knowing Brother                                       | JTBC        | Khách mời với Apink     |                                                                      |
| 2017      | SNL                                                   | tvN         | Khách mời với Apink     |                                                                      |
| 2017      | Game Man Lab                                          | XTM         | khách mời               |                                                                      |
| 2018      | Battle Trip                                           | KBS         |                         | Khách mời với Chorong                                                |
| 2018      | Knowing Brother                                       | JTBC        | Khách mời               | Với Apink                                                            |
| 2019      | Idol Room                                             | JTBC        | Khách mời               | Với EunJi, Chorong, NamJoo                                           |
| 2019      | Idol Radio                                            | MBC         | DJ Đặc biệt             | Với Chorong                                                          |
| 2019      | Foreigner in Korea                                    | MBC         | Khách mời               |                                                                      |

## Webdrama
| Năm  | Tựa đề          | Vai         | Kênh phát sóng |
| ---- | --------------- | ----------- | -------------- |
| 2017 | Please Find Her | Go Ha-young | Naver TVCast   |
| 2017 | Love In Memory  | Yoo Ha-ri   | Naver TVCast   |
| 2018 | Love In Time    | Yoo Ha-ri   | Naver TVCast   |